# Gillian van den Berg
Gillian Maria Elisabeth van den Berg (Gouda, 8 september 1971) is een Nederlandse waterpolospeelster. Begin jaren negentig maakte ze haar doorbraak in de wereldtop. Ze nam tweemaal deel aan de Olympische Spelen.
Zij heeft haar HEAO studie afgebroken medio 1995. Vervolgens heeft zij gewerkt bij Auto Lease Holland in Gouda. In oktober 2001 nam zij ontslag en is zij begonnen als professioneel waterpolospeelster bij Athlon’90 in Palermo (Italië).
Haar beste prestatie behaalde ze in 1993 met het winnen van de Europese kampioenschappen. In 2000 maakte ze haar olympische debuut als aanvoerster van het Nederlandse waterpoloteam op de Olympische Spelen van Sydney. Hiermee behaalde ze een vierde plaats.
Hierna woonde ze op Sicilië, maar besloot terug te keren naar Nederland om deel te kunnen namen aan de Olympische Spelen van Peking, waar Nederland het goud binnenhaalde. Vanwege haar leeftijd van 36 jaar werd ze door haar ploeggenoten oma genoemd.

## Titels
- Olympisch kampioen waterpolo - 2008
- Europees kampioene waterpolo - 1993

## Palmares
- 1993:  EK waterpolo 1993
- 1993:  FINA Cup 1993
- 1994:  WK waterpolo 1994
- 1995:  EK waterpolo 1995
- 1995:  FINA Cup 1995
- 1997:  EK waterpolo 1997
- 1997:  FINA Cup 1997
- 1998:  WK waterpolo 1998
- 1999:  EK waterpolo 1999
- 1999:  FINA Cup 1999
- 2000: 4e Olympische Spelen van Sydney
- 2008:  Olympische Spelen van Peking

## Trivia
- Er is ook een prijs naar haar vernoemd; de Gillian van de Berg trophy.[1]

Gillian van den Berg · 
Karla van der Boon · 
Hellen Boering · 
Daniëlle de Bruijn · 
Edmée Hiemstra · 
Karin Kuipers · 
Ingrid Leijendekker · 
Patricia Libregts · 
Mirjam Overdam · 
Heleen Peerenboom · 
Carla Quint · 
Marjan op den Velde · 
Ellen van der Weijden-Bast
Iefke van Belkum · 
Gillian van den Berg · 
Daniëlle de Bruijn · 
Mieke Cabout · 
Rianne Guichelaar · 
Biurakn Hakhverdian · 
Marieke van den Ham · 
Noeki Klein · 
Simone Koot · 
Ilse van der Meijden · 
Meike de Nooy · 
Alette Sijbring · 
Yasemin Smit · 
Robin van Galen (bondscoach) · 
Arno Havenga (teammanager)